# Iulian Filipescu
Iulian Sebastian Filipescu (født 29. marts 1974 i Slatina, Rumænien) er en tidligere rumænsk fodboldspiller, der spillede som forsvarsspiller hos flere europæiske klubber, samt for Rumæniens landshold. Af hans klubber kan blandt andet nævnes Steaua Bukarest i hjemlandet, tyske MSV Duisburg samt spanske Real Betis.

## Landshold
Filipescu spillede i årene mellem 1996 og 2003 52 kampe for Rumæniens landshold, hvori han scorede et enkelt mål. Han deltog blandt andet ved VM i 1998, samt ved EM i 1996 og EM i 2000.